# Okcheon
Der Landkreis Okcheon (kor.: 옥천군, Okcheon-gun) befindet sich in der Provinz Chungcheongbuk-do. Der Verwaltungssitz befindet sich in der Stadt Okcheon-eup. Der Landkreis hatte eine Fläche von 537 km² und eine Bevölkerung von 51.770 Einwohnern im Jahr 2019.

Lage des Landkreises in Chungcheongbuk-do